# Calexico (Californië)
Calexico is een plaats (city) in de Amerikaanse staat Californië, en valt bestuurlijk gezien onder Imperial County. De naam van het stadje is een porte-manteau van Californië en Mexico. Dit omdat het gelegen is op de grens van de Amerikaanse staat en het land Mexico. Aan de andere kant van de grens, praktisch tegen Calexico aan, ligt Mexicali.

## Demografie
Bij de volkstelling in 2000 werd het aantal inwoners vastgesteld op 27.109.
In 2006 is het aantal inwoners door het United States Census Bureau geschat op 37.243, een stijging van 10134 (37,4%).

## Geografie
Volgens het United States Census Bureau beslaat de plaats een oppervlakte van
16,1 km², geheel bestaande uit land. Calexico ligt op ongeveer 2 m boven zeeniveau.

## Plaatsen in de nabije omgeving
De onderstaande figuur toont nabijgelegen plaatsen in een straal van 40 km rond Calexico.

## Geboren
- Allen Strange (1943), componist en muziekpedagoog